# 斉藤美絵子
斉藤 美絵子（さいとう みえこ、1978年10月24日 - ）は、日本のミュージカル俳優およびバレエダンサー。千葉県出身。

## 来歴
駒澤大学高等学校卒業後、NBAバレエ団を経て劇団四季に入団。2007年に『キャッツ』ヴィクトリア役で初舞台を踏む。その後、『アンデルセン』マダム・ドーロ、『思い出を売る男』シルエットの女を演じた。『ソング&ダンス』にも出演。2013年に劇団四季を退団。以降フリーのダンサー、講師として活動している。